# Omer Nishani
Pour les articles homonymes, voir Nishani.
Omer Nishani, né le 5 février 1887 à Gjirokastër et mort le 26 mai 1954 à Tirana, est le 1er président du Praesidium de l'assemblée populaire de la république populaire d'Albanie du 12 janvier 1946 au 1er août 1953.